# Epactoides incertus
Epactoides incertus là một loài bọ cánh cứng trong họ Bọ hung (Scarabaeidae).